# Список главных тренеров ФК «Арсенал» (Лондон)
Ниже приведен список главных тренеров футбольного клуба «Арсенал» начиная с 1897 года и по сегодня. За всю историю «Арсенала» им руководили 18 тренеров (в это число не включены тренеры, которые являлись лишь исполняющими обязанности).
Самым успешным тренером и одновременно тренером, который провел больше всего времени на посту тренера «Арсенала», является Арсен Венгер.

## История

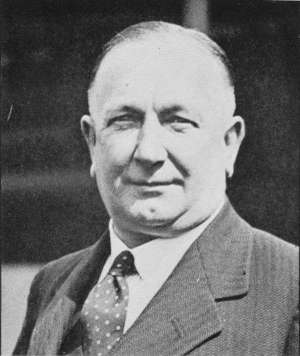
Герберт Чепмен — тренер, впервые сделавший «Арсенал» чемпионом.

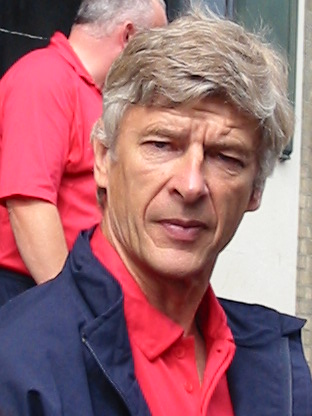
Арсен Венгер, тренер «Арсенала» с (1996-2018) года.

Свои первые годы после основания «Арсенал» провёл без тренера. Официально первым главным тренером считается Томас Митчелл, который занял свой пост в 1897 году. Хотя до этого с 1894 года тренером команды был Сэм Холлис, он не считается полноценным главным тренером, так как занимался лишь физической подготовкой футболистов. В те времена должность главного тренера именовалась как «менеджер-секретарь», его обязанности выходили далеко за рамки работы непосредственно с командой. Позднее в 1956 году после смерти Тома Уиттакера главный тренер команды перестал отвечать за финансовую часть, больше концентрируясь на первой команде.
Первые 7 тренеров не смогли завоевать с клубом ни один трофей. Это был период становления, развития клуба, который сменил за это время место прописки и построил стадион.
Тренером, который сделал из клуба сильнейшую на тот момент команду Англии, стал Герберт Чепмен. До «Арсенала» Герберт работал с «Хаддерсфилд Таун», который под его руководством становился чемпионом Англии. В «Арсенале» Чепмена привлек потенциал клуба. Его действия во главе «канониров» были революционными на тот момент, хотя сейчас это воспринимается как неотъемлемая часть футбола. Так, при нём в форме «Арсенала» появились белые рукава, а цвет формы стал более ярким. Это позволило с легкостью идентифицировать команду, ведь клубов, играющих в чисто красных футболках, было немало. Также из названия пропал артикль «the». В августе 1928 года «Арсенал» впервые вышел с номерами на футболках. Чепмен упорно отстаивал необходимость введения нумерации. Через 10 лет Футбольная Ассоциация всё же согласилась и сделала номера обязательными. Также он настаивал на том, что следует играть белым мячом. Спустя годы это тоже было принято. Также Чепмен говорил о пользе создания искусственного освещения поля, что позволило бы проводить матчи в более удобное время. В конце 1950-х годов Футбольная Ассоциация согласилась и с этим. Кроме того, Чепмен придумал использовать резиновые шипы для бутс.
Кроме околофутбольной деятельности Чепмен внёс большой вклад в развитие непосредственно футбола. Его схема WM часто критиковалась за использование дополнительного защитника. Однако со временем большинство команд Англии стали использовать подобие WM, да и за пределами Англии эта схема получила большое распространение.
Чепмену понадобилось 5 лет, чтобы создать команду, которая взяла первый серьёзный трофей в истории «Арсенала». В 1930 году «канониры» стали обладателем кубка Англии, вслед за этом они взяли суперкубок. А через год они уже были чемпионами. Чепмен успел выиграть ещё один чемпионат и два суперкубка, преждем чем воспаление лёгких подкосило его. Причём пневмонию он заработал, когда, игнорируя простуду, заработанную на просмотре игр будущих соперников, Чепмен отправился смотреть под проливным дождём матч третьей команды «Арсенала». Через несколько дней он умер.
Несмотря на смерть Чепмена, «Арсенал» не сбавил обороты. Новым главным тренером стал Джордж Эллисон, но тренерский штаб при этом остался прежним. В то время как Эллисон подписал некоторых высококлассных исполнителей и серьёзно модернизировал Хайбери, команда трижды подряд в период с 1933 по 1935 становилась чемпионом Англии. После этого был взят кубок Англии в 1936 и чемпионат в 1938. Однако затем началась война, и крупные турниры были приостановлены.
В первом послевоенном сезоне «Арсенал» занял тринадцатое место в чемпионате. Из прежнего костяка уцелели немногие, возникла необходимость создания новой команды, а Эллисон не был на это способен. Летом 1947 года главным тренером «Арсенала» был назначен Том Уиттакер, ранее входивший в тренерский штаб. При нём «Арсенал» завоевал титул чемпиона страны в 1948 и 1953 годах, а также кубок в 1950 году. В 1956 году Уиттакер умер от сердечного приступа, и это было началом серьёзного спада.
После Уиттакера «Арсенал» возглавляли Джек Крэйстон, Джордж Свиндин и Билли Райт, однако ни у одного из них не вышло достигнуть чего-нибудь с «Арсеналом». Последний для Райта сезон «канониры» закончили на четырнадцатом месте с рекордно низкой посещаемостью домашнего матча — 4554 на матче против Лидса 5 мая 1966 года.
Пришедший летом 1966 года Берти Ми вдохнул в «Арсенал» новую жизнь. С ним лондонцы выиграли 2 кубка Лиги в 1968 и 1969 годах. В 1970 «Арсенал» стал победителем Кубка Ярмарок, а уже в следующем сезоне взял свой первый «дубль» — взял кубок и одержал победу в чемпионате. Однако после этого результаты резко ухудшились. В 1975 году «Арсенал» финишировал 16-м, год спустя — 17-м. Ми был уволен, вместо него пришёл бывший игрок «канониров» Терри Нил, который стал самым молодым тренером в истории «Арсенала». Нил вывел команду в три финала кубка Англии подряд (1978, 1979, 1980), однако смог одержать победу лишь в одном из них. В 1983 году на смену Нилу пришёл Дональд Хоуи, однако не смог добиться значимых результатов.
В 1986 году команду возглавил игрок «Арсенала» Джордж Грэм. С его помощью канониры спустя 18 лет вернули себе чемпионское звание. Успехи Грэма основывались на очень сильной линии защитников. При Джордже команда продолжала использовать скучный, вязкий стиль игры, который, тем не менее, стал приносить результат. Грэм добился победы в двух чемпионатах Англии, взял кубок Англии, 2 кубка Лиги и КОК. Но в 1995 году из-за финансовых махинаций шотландец был со скандалом уволен. На смену Грэму пришёл Брюс Риох, который привёл на посту главного тренера чуть больше года, после чего покинул команду.
В 1996 году главным тренером «Арсенала» стал человек, который впоследствии стал самым успешным тренером «канониров» всех времён. Арсен Венгер формально возглавил лондонцев в октябре, однако он был связан контрактом с японским клубом «Нагоя Грампус» и смог присоединиться к команде лишь зимой. Это назначение было неоднозначно воспринято общественностью. В те времена считалось, что иностранные тренеры не способны руководить английскими клубами.
В свой первый полноценный сезон Венгер завоевал «дубль». Он стал первым иностранцем, которому удалось победить в чемпионате Англии в качестве главного тренера. Кроме того, он стал менять стиль игры, уходя от скучного, вязкого и прививая яркий, быстрый, зрелищный. Также Венгер завоевал славу тренера, который умеет раскрывать таланты, делать из просто перспективных игроков настоящих звёзд. К концу 2017 года француз завоевал 3 титула чемпиона Англии, 7 кубков Англии и 7 суперкубков. Однако при этом он пока не смог ничего добиться в Европе. Дважды он был близок к завоеванию еврокубка, но в 2000 году «Арсенал» проиграл в финале кубка УЕФА, а в 2006 году — в финале Лиги Чемпионов.

## Статистика
В статистику включены только официальные матчи. Результаты серий пенальти не учитываются.
| Имя                       | Национальность    | Начало работы    | Окончание работы | Игры | Победы | Ничьи | Поражения | Забито | Пропущено | % побед | Трофеи                                                                                         |
| ------------------------- | ----------------- | ---------------- | ---------------- | ---- | ------ | ----- | --------- | ------ | --------- | ------- | ---------------------------------------------------------------------------------------------- |
| Томас Митчелл             | Шотландия         | август 1897      | март 1898        | 26   | 14     | 4     | 8         | 66     | 46        | 53.85   |                                                                                                |
| Джордж Элкот              | Англия            | март 1898        | май 1899         | 43   | 23     | 6     | 14        | 92     | 55        | 53.49   |                                                                                                |
| Гарри Брэдшоу             | Англия            | август 1899      | май 1904         | 189  | 96     | 39    | 54        | 329    | 173       | 50.79   |                                                                                                |
| Фил Келсо                 | Шотландия         | июль 1904        | 9 февраля 1908   | 152  | 63     | 31    | 58        | 225    | 229       | 41.45   |                                                                                                |
| Джордж Морелл             | Шотландия         | 10 февраля 1908  | 19 апреля 1915   | 292  | 103    | 73    | 116       | 358    | 411       | 35.27   |                                                                                                |
| Джеймс Макивен*[A]        | Англия            | 19 апреля 1915   | 10 апреля 1919   | 1    | 1      | 0     | 0         | 7      | 0         | 100.0   |                                                                                                |
| Лесли Найтон              | Англия            | 10 апреля 1919   | 16 мая 1925      | 268  | 92     | 62    | 114       | 330    | 380       | 34.46   |                                                                                                |
| Герберт Чепмен            | Англия            | 11 июня 1925     | 6 января 1934    | 403  | 201    | 97    | 105       | 864    | 598       | 49.88   | 2 победы в Первом дивизионе 1 Кубок Англии, 3 Суперкубка Англии                                |
| Джо Шоу и Джон Питерс*[B] | Англия            | 6 января 1934    | 28 мая 1934      | 23   | 14     | 3     | 6         | 44     | 29        | 60.87   | 1 победа в Первом дивизионе                                                                    |
| Джордж Эллисон            | Англия            | 28 мая 1934      | 31 мая 1947      | 279  | 129    | 74    | 76        | 534    | 327       | 46.24   | 2 победы в Первом дивизионе, 1 Кубок Англии, 1 Суперкубок Англии                               |
| Том Уиттакер[C]           | Англия            | 2 июня 1947      | 24 октября 1956  | 429  | 202    | 106   | 121       | 798    | 568       | 47.09   | 2 победы в Первом дивизионе, 1 Кубок Англии, 2 Суперкубка Англии                               |
| Джек Крэйстон**           | Англия            | 24 октября 1956  | 19 мая 1958      | 77   | 33     | 16    | 28        | 142    | 142       | 42.86   |                                                                                                |
| Джордж Свиндин            | Англия            | 21 июня 1958     | 1 мая 1962       | 179  | 70     | 43    | 66        | 320    | 320       | 39.11   |                                                                                                |
| Билли Райт                | Англия            | 1 мая 1962       | 13 июня 1966     | 182  | 70     | 43    | 69        | 336    | 330       | 38.46   |                                                                                                |
| Берти Ми**                | Англия            | 20 июня 1966     | 4 мая 1976       | 539  | 241    | 148   | 150       | 739    | 542       | 44.71   | 1 победа в Первом дивизионе, 1 Суперкубок Англии, 1 Кубок Ярмарок                              |
| Терри Нил                 | Северная Ирландия | 9 июля 1976      | 16 декабря 1983  | 416  | 187    | 117   | 112       | 601    | 446       | 44.95   | 1 Кубок Англии                                                                                 |
| Дональд Хоуи**            | Англия            | 16 декабря 1983  | 22 марта 1986    | 117  | 54     | 32    | 31        | 187    | 142       | 46.15   |                                                                                                |
| Стив Бартеншоу*           | Англия            | 23 марта 1986    | 14 мая 1986      | 11   | 3      | 2     | 6         | 7      | 15        | 27.27   |                                                                                                |
| Джордж Грэм               | Шотландия         | 14 мая 1986      | 21 февраля 1995  | 460  | 225    | 133   | 102       | 711    | 403       | 48.91   | 2 победы в Первом дивизионе, 1 Кубок Англии, 2 Кубка Лиги, 1 Кубок Кубков, 1 Суперкубок Англии |
| Стюарт Хьюстон*           | Шотландия         | 21 февраля 1995  | 15 июня 1995     | 19   | 7      | 3     | 9         | 29     | 25        | 36.84   |                                                                                                |
| Брюс Риох                 | Шотландия         | 15 июня 1995     | 12 августа 1996  | 47   | 22     | 15    | 10        | 67     | 37        | 46.81   |                                                                                                |
| Стюарт Хьюстон*           | Шотландия         | 12 августа 1996  | 13 сентября 1996 | 6    | 2      | 2     | 2         | 11     | 10        | 33.33   |                                                                                                |
| Пэт Райс*                 | Северная Ирландия | 13 сентября 1996 | 30 сентября 1996 | 4    | 3      | 0     | 1         | 10     | 4         | 75.00   |                                                                                                |
| Арсен Венгер[D]           | Франция           | 1 октября 1996   | 13 мая 2018      | 1235 | 707    | 280   | 248       | 2156   | 1147      | 57,25   | 3 победы в Премьер-лиге, 7 Кубков Англии, 7 Суперкубков Англии                                 |
| Унаи Эмери                | Испания           | 23 мая 2018      | 29 ноября 2019   | 78   | 43     | 15    | 20        | 152    | 100       | 55,13   |                                                                                                |
| Фредерик Юнгберг*         | Швеция            | 29 ноября 2019   | 21 декабря 2019  | 6    | 1      | 3     | 2         | 8      | 10        | 16,67   |                                                                                                |
| Микель Артета             | Испания           | 20 декабря 2019  | н. в.            | 235  | 139    | 39    | 57        | 434    | 229       | 59,15   | 1 Кубок Англии, 2 Суперкубка Англии                                                            |

Сноски
* Был исполняющим обязанности главного тренера.
** Был исполняющим обязанности главного тренера до официального назначения
Пояснения
A ^ Макивен не был официально назван главным тренером, однако по сути выполнял его обязанности.
B ^ Джо Шоу был исполняющим обязанности тренера, в то время как Джон Питерс был исполняющим обязанности секретаря. Это единственное исключение для тех времен, когда обязанности тренера и секретаря разделили между двумя людьми.
C ^ Уиттакер заболел летом 1956. И, хотя формально он оставался главным тренером до смерти, фактически его обязанности взял на себя Джек Крэйстон. Статистика Крэйстона для этого периода времени: 14 игр, 7 побед, одна ничья, 6 поражений, 31 забито, 25 пропущено.
D ^ Статистика Венгера включает в себя матч кубка Англии против ШЮ 13 февраля 1999 года, который завершился победой «Арсенала» со счётом 2:1. Венгер настоял на переигровке этого матча, так как последний гол его команда забила с нарушением принципов честной игры.